# ハイペリオン (駆逐艦)
| 画像をアップロード |                                                                             |
| 艦歴               |                                                                             |
| 発注               |                                                                             |
| 起工               | 1935年3月26日                                                               |
| 進水               | 1936年4月8日                                                                |
| 就役               | 1936年12月3日                                                               |
| 退役               |                                                                             |
| その後             | 1940年12月22日に戦没                                                        |
| 除籍               |                                                                             |
| 性能諸元           |                                                                             |
| 排水量             | 基準 1,340トン、満載 1,859トン                                              |
| 全長               | 98.45 m                                                                     |
| 全幅               | 10.05 m                                                                     |
| 吃水               | 3.78 m                                                                      |
| 機関               | アドミラリティ・ボイラー3基、パーソンズ式蒸気タービン2基2軸推進、34,000 shp |
| 最大速             | 36ノット (66.7 km/h)                                                        |
| 航続距離           | 5,530カイリ（15ノット時）                                                   |
| 乗員               | 145名                                                                       |
| 兵装               | 4.7インチ砲4門 0.5インチ機銃8基 21インチ魚雷発射管8門                       |

ハイペリオン (HMS Hyperion, H97) はイギリス海軍の駆逐艦。H級。

## 艦歴
1934年12月13日に発注され、ウォールセンド・オン・タインのスワン・ハンター＆ウィガム・リチャードソン社で1935年3月27日に起工。1936年4月8日に進水し、1936年12月3日に竣工した。兵装などの政府が供給するものを除いた建造費用は25万1466ポンドであった。就役後地中海艦隊の第2駆逐艦戦隊に配属。スペイン内戦中、「ハイペリオン」は不干渉委員会の施策を実施するためスペイン海域を巡回した。1937年9月30日から10月30日までマルタでオーバーホールを実施し、それからまた内戦終結までスペイン海域の巡回を続けた。「ハイペリオン」は修理のため1939年8月にポーツマス海軍基地に送られ、修理は8月16日から27日になされた。  
9月3日に第二次世界大戦が始まったとき、「ハイペリオン」はドイツ通商破壊艦捜索のためシエラレオネのフリータウンへ向かっている途中であった。10月末、「ハイペリオン」は北アメリカ・西インド艦隊に転属となりそこでアメリカやメキシコの港にいたドイツ商船の封じ込めにあたった。12月19日、ハッテラス岬沖でドイツ客船「Columbus」を発見、「Columbus」は拿捕される前に自沈した。1940年1月中旬にはブリテン諸島に移り、1月25日から3月6日までポーツマスで修理が行われた。「ハイペリオン」はスカパ・フローで本国艦隊の第2駆逐艦戦隊に戻った。
4月5日、ウィルフレッド作戦（ナルヴィクからドイツへのスウェーデン産鉄鉱石の輸送妨害を目的とした機雷敷設）実施準備にあたる機雷敷設艦を支援する巡洋戦艦「レナウン」を護衛。4月8日、「ハイペリオン」と駆逐艦「ヒーロー」はノルウェーのBud沖に機雷原をつくっているよう見せ掛け、その位置はノルウェー側にも伝えられた。4月21日からノルウェーのドイツ目標を攻撃する空母「グローリアス」と「アーク・ロイヤル」を護衛。4月27日に「グローリアス」が給油のためスカパ・フローに戻ったが、「ハイペリオン」は「アーク・ロイヤル」とともに残った。5月初旬、ドイツ艦船を求めて行われたが成果無く終わった北海への出撃の際、軽巡洋艦「バーミンガム」を護衛。
5月8日から12日にかけ「ハイペリオン」はHook of Hollandからイギリスの人員を脱出させ、5月16日に地中海へ向かうよう命じられた。7月9日、カラブリア沖海戦に参加。
1940年7月19日、スパダ岬沖海戦に参加。7月18日、クレタ島の北で対潜掃討を行うため駆逐艦「ハイペリオン」、「アイレクス」、「ヒーロー」、「ヘイスティ」はアレクサンドリアから出撃し、その援護などのために軽巡洋艦「シドニー」と駆逐艦「ハヴォック」もアレクサンドリアから出撃した。7月19日に「ハイペリオン」などはイタリア軽巡洋艦「ジョヴァンニ・デレ・バンデ・ネーレ」、「バルトロメオ・コレオーニ」と遭遇し交戦。「シドニー」と「ハヴォック」も合流し、被弾した「バルトロメオ・コレオーニ」は航行不能となった。「ハイペリオン」と「アイレクス」が雷撃を行ったが、「ハイペリオン」の魚雷は外れた。「ハイペリオン」は2度目の雷撃を行い、今度は命中し、「バルトロメオ・コレオーニ」は沈没した。
9月25日、「ハイペリオン」は駆逐艦「ヘレワード」やほか2隻の駆逐艦とともにシディ・バラニ周辺のイタリア軍陣地を砲撃した。11月、タラント空襲を行う空母「イラストリアス」を護衛。12月14日、「ハイペリオン」と「ヘレワード」はバルディア付近でイタリア潜水艦「ナイアーデ」を撃沈した。
1940年12月22日、マルタへの船団護衛の際、戦艦「マレーヤ」を護衛してアレクサンドリアからジブラルタルへ向かう途中、「ハイペリオン」はパンテッレリーア島沖で触雷した。駆逐艦「アイレクス」が曳航を試みたが曳航索が2度にわたって切れ、「アイレクス」による乗員の収容後駆逐艦「ジェーナス」が「ハイペリオン」を沈めるよう命じられた。乗員2名が救助されず、爆発により死亡したものと推定された。